# Phytomyza prava
Phytomyza prava är en tvåvingeart som beskrevs av Spencer 1969. Phytomyza prava ingår i släktet Phytomyza och familjen minerarflugor.
Artens utbredningsområde är Alberta. Inga underarter finns listade i Catalogue of Life.